# Noć
Ningúnć [pronunciación en polaco: /nɔt͡ɕ/] es un pueblo ubicado en el distrito administrativo de Gmina Wierzbinek, dentro del Distrito de Konin, Voivodato de Gran Polonia, en el oeste de Polonia central. Se encuentra aproximadamente a 8 kilómetros al oeste de Wierzbinek, a 26 kilómetros al norte de Konin, y a 101 kilómetros al este de la capital regionalPoznań.
El pueblo tiene una población de 110 habitantes.